# Newsmax Media
Newsmax Media — медіакомпанія, що веде публічне акціонерне товариство, керує новинним друкованим та електронним журналом Newsmax, та кабельним телеканалом Newsmax TV. 

## Історія
Крістофер Радді заснував Newsmax Media 16 вересня 1998 року за підтримки групи інвесторів, включаючи родину колишнього директора Центрального розвідувального управління Вільяма Кейсі.
Newsmax Media запустила кабельний телеканал Newsmax TV 16 червня 2014 року для 35 мільйонів абонентів супутникового телебачення через DirecTV та Dish Network. Станом на травень 2019 року мережа охоплює приблизно 75 мільйонів кабельних домогосподарств і має широкий доступ на цифрових медіаплеєрах та мобільних пристроях. 
31 березня 2025 року відбулося первинне публічне розміщення акцій на Нью-Йоркській фондовій біржі. 

## Ідеологія
Вважається, що Newsmax Media має праву, консервативну та націонал-популістську ідеологію, поширює новини про теорії змови.
Після президентських виборів 2020 року в США медіакомпанія Newsmax Media у своїх продуктах почала опубліковувати численні теорії змови та неправдиві звинувачення у фальсифікаціях на виборах 2020 року. 